# Жерал Паси
Жерал Паси (фр. Gérald Passi; Алби, 21. јануар 1964) бивши је француски фудбалер.

## Каријера
Током каријере играо је за Монпеље, Тулузу, Монако, Сент Етјен и Нагоју Грампус.

## Репрезентација
За репрезентацију Француске дебитовао је 1987. године. За национални тим одиграо је 11 утакмица и постигао 2 гола.

## Статистика
| Француска | Француска | Француска |
| Год.      | Ута.      | Гол.      |
| --------- | --------- | --------- |
| 1987      | 4         | 0         |
| 1988      | 7         | 2         |
| Укупно    | 11        | 2         |